# اردوغان آتالای
اردوغان آتالای (به آلمانی: Erdoğan Atalay) بازیگر معروف آلمانی-ترکیه‌ای است که به‌خاطر فعالیت در مجموعهٔ هشدار برای کبرا ۱۱ به شهرت رسید. 

## زندگی‌نامه
او تحصیلات مقدماتی‌اش در سال ۱۹۸۷ در رشته موسیقی در شهر هامبورگ به پایان رسانده و اولین تجربه بازیگری او در تئاتر با بازی در نمایش نامه‌ای به اسم علاءالدین و چراغ جادو (Aladin und die Wunderlampe) آغاز نموده‌است.
او اصلی‌ترین شخصیت مجموعه هشدار برای کبرا ۱۱، سمیر گِرکان صاحب یک بی ام و سری ۳ و نقره‌ای رنگ است که از آن برای مأموریتهای سری استفاده می‌کند. افزون بر آن، دارای خودروهای اعجاب‌انگیزی چون فِراری اسپایدر ۳۵۵ است. البته گاهی پیشامدهای ناگواری برای برخی از خودروهای سمیر رخ می‌دهند، برای نمونه بی. ام و در یکی از مأموریت‌ها آسیب می‌بیند و فِراری نیز دزدیده می‌شود. سمیر هرچند شوخ‌طبع است، در کارش جدی است و برای انجام مأموریتش از هیچ تلاشی فرونمی‌گذارد.
او در ۱۳ اوت ۲۰۰۴ با آسترید آس ماری پولمن بازیگر ازدواج نموده و صاحب یک دختر هستند.